# Žitkovica
Žitkovica (en serbe cyrillique : Житковица) est un village de Serbie situé dans la municipalité de Golubac, district de Braničevo. Au recensement de 2011, il comptait 43 habitants.

## Démographie

### Évolution historique de la population
| 1948 | 1953 | 1961 | 1971 | 1981 | 1991 | 2002 | 2011 |
| ---- | ---- | ---- | ---- | ---- | ---- | ---- | ---- |
| 327  | 344  | 350  | 325  | 310  | 290  | 142  | 43   |

|  |